# Ligas patrióticas

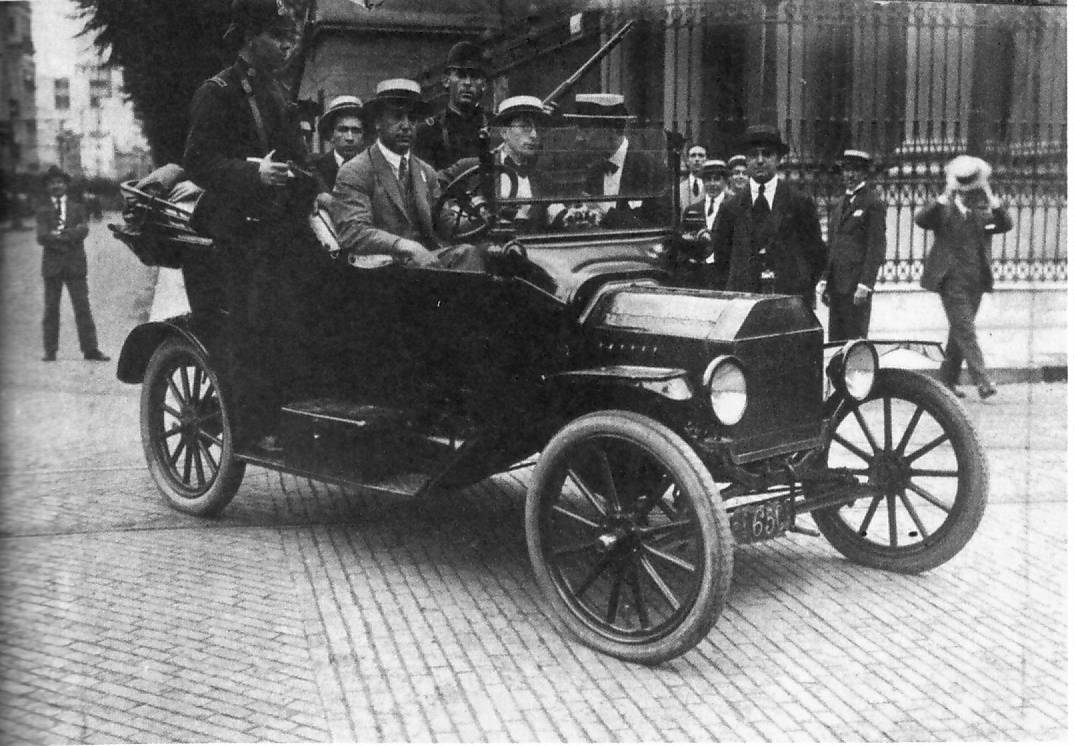
Miembros de la Liga Patriótica recorren las calles de Buenos Aires junto a la policía durante la Semana Trágica.

Las Ligas patrióticas fueron grupos de extrema derecha que operaron en Argentina y Chile entre 1910 y la década de 1930, caracterizados por un discurso xenófobo, racista y nacionalista, además de una política de hostilidad hacia los movimientos obreros reivindicatorios. Las ligas incluían desde pandillas y organizaciones paramilitares, hasta círculos formales, como clubes sociales. Actuaron habitualmente como grupos de choque, hostigando mediante el matonaje y acciones criminales a residentes extranjeros, organizaciones sindicales y grupos de trabajadores en huelga.
Las ligas patrióticas operaron en muchas ocasiones como sociedad secreta.

## En Argentina
En Buenos Aires, en  1919, surgió la Liga Patriótica Argentina, en tiempos de presidencia de Hipólito Yrigoyen, de naturaleza y métodos parecidos a sus pares chilenos.  Irrumpió durante la llamada Semana Trágica de enero de ese año. Allí los grupos de choque de la Liga asaltaron violentamente barrios obreros que estaban movilizados en una huelga general. Las pandillas se ensañaron sobre todo con los anarquistas y con la clase obrera (que era predominantemente extranjera). En esa ocasión los miembros de la Liga actuaron coludidos con la policía. El resultado de la jornada, de acuerdo a fuentes obreras, fueron 700 muertos y 4.000 heridos.
La masiva inmigración europea hacia Argentina, sucedida desde fines del siglo XIX, no se limitaba solamente al medio rural sino que desde 1900 grandes masas de inmigrantes europeos se habían establecido en las ciudades, desempeñándose como obreros. En tanto muchos de estos inmigrantes formaban sindicatos basados en el anarquismo o el marxismo, los líderes de la Liga Patriótica atacaban a estos grupos explotando la xenofobia de las clases ricas hacia estos obreros foráneos, mezclando este sentimiento con un fuerte antisemitismo en tanto numerosos líderes obreros de los inmigrantes eran de origen judío, mientras los inmigrantes catalanes e italianos eran sospechosos de anarquismo. El fuerte conservadurismo social y religioso de la élite argentina, católica y adinerada, resultó un terreno fértil para las ideas de la Liga. 
A partir de la Semana Trágica comenzaron a multiplicarse las brigadas de la Liga en distintas provincias argentinas. Contaban con el explícito apoyo del almirante y ministro de marina Manuel Domecq García. En 1921 la organización se formalizó, asumiendo como presidente vitalicio Manuel Carlés, un profesor del Colegio Militar y de la Escuela Superior de Guerra, que había sido diputado y designado interventor de las provincias de Salta y San Juan en 1918.
Como diputado, Carlés había pronunciado un discurso en 1910, durante las celebraciones del Centenario, en el que prefiguraba el pensamiento xenófobo y mesiánico de la Liga:

Si hay extranjeros que abusando de la condescendencia social ultrajan el hogar de la patria, hay caballeros patriotas capaces de presentar su vida en holocausto contra la barbarie para salvar la civilización.
Manuel Carlés
presidente vitalicio de la Liga Patriótica Argentina

En Río Gallegos, entre 1921 y 1922 los miembros de la Liga participaron en los sucesos violentos conocidos como de la "Patagonia rebelde" o "Patagonia Trágica", actuando como pandillas de asalto e incitadores de la acción militar contra los sindicatos de trabajadores en huelga. Durante estos hechos fueron asesinados unos 1.500 huelguistas.
La Liga también participó en el golpe militar de 1930.

## En Chile

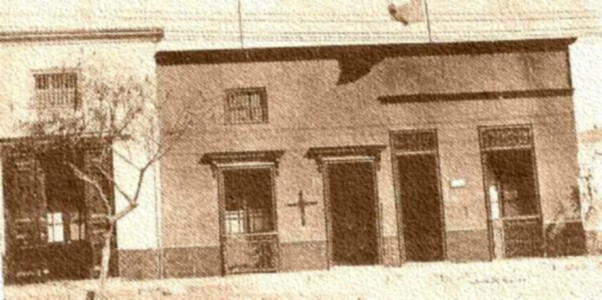
Cruz negra pintada por el grupo chileno Los Mazorqueros en una casa peruana de Tacna. Casa con bandera chilena.

En Chile surgieron hacia 1910. Como lo ha estudiado Sergio González Miranda, aunque aparecieron ligas en diversas ciudades del país, estas concentraron su accionar en las provincias de Antofagasta, Tarapacá y Tacna, que habían sido recientemente incorporadas a Chile en la Guerra del Pacífico (1879-1883). Originalmente estaban compuestas de caballeros distinguidos de la sociedad chilena que se reunían para conmemorar las victorias bélicas de la guerra con la participación de autoridades civiles y oficiales del ejército, sin embargo pronto se transformaron en turbas de individuos dispuestos a la violencia contra la población peruana, chilena de origen peruano o considerada peruanista. Allí protagonizaron numerosos ataques en contra de ciudadanos, periódicos y organizaciones civiles peruanas, participando agresivamente en el proceso conocido como chilenización de Tacna, Arica y Tarapacá. La pasividad de las autoridades locales de Iquique permitió que, particularmente allí, lograran su principal objetivo: ahuyentar a muchas familias tarapaqueñas de origen peruano que habitaban en la provincia.
Los principales postulados de las ligas patrióticas, publicados en la prensa de la época, eran el cierre de escuelas y periódicos peruanos, prohibición para que ciudadanos peruanos fueran maestros, empleados públicos, empleados de aduanas o de la marina mercante, la obligatoriedad del servicio militar para todos los nacidos en Tarapacá, el retiro del consulado peruano, la prohibición de que flamearan banderas peruanas en su día patrio y la fortificación de las defensas chilenas en el norte.

Las Ligas Patrióticas provocaron la expulsión de los peruanos a través de acciones donde la violencia fue el instrumento principal. Asesinatos, robos, discriminación y abusos de todo tipo, eran cosa de todos los días [...] queda claro que se trata de sucesos dramáticos ocurridos en la comarca tarapaqueña.
Lautaro Núñez, Premio Nacional de Historia (Chile)

Un periódico iquiqueño, ligado a la Liga Patriótica de Tarapacá, incluso anunciaba satíricamente los próximos ataques, al tiempo que denunciaba a los peruanos residentes:

Un grupo de jóvenes bonachones se distraerán en estos días levantando un censo de los peruanos que siguen incrustados en Tarapacá. Este documento será enviado al Congreso de las Naciones. Antes de esto a cada uno se le dará un gran combo... para que golpeen a las puertas de la justicia y del Derecho [...] La escuela de esta oficina está a cargo de una joven peruana. ¡Al saco con ella! En esa misma oficina hay varios empleados peruanos. Combo con ellos.
El Corvo, Iquique 1919

Para dar inicio a sus hostigamientos, solían marcar con una cruz negra las casas de los peruanos y chilenos que consideraban «peruanizados». 
Luego las ligas se multiplicaron por el resto del país, donde fueron integradas principalmente por personas cercanas a instituciones militares (activos y en retiro). La principal era la Liga Patriótica Militar, con sedes en Santiago, Valparaíso y otras ciudades. 
Las ligas propagaban la idea de que existía una relación causal entre el incremento del descontento obrero y las tensiones diplomáticas con los países limítrofes. Culpaban sobre todo a Bolivia y Perú, países derrotados en la última guerra, de financiar al sindicalismo chileno. No se conocen pruebas de esas acusaciones, en las que las ligas se referían habitualmente a cierto «oro peruano». También abogaban por el retorno a los viejos valores y la vuelta a un pasado que consideraban mejor.
Se les ha relacionado con el asalto y destrucción del local de la Federación de Estudiantes de Chile (FECH), ocurrido en Santiago el 19 de julio de 1920 (véase también Guerra de don Ladislao y Reforma universitaria en Chile). En aquellas semanas también manifestaban su oposición al presidente recién electo, Arturo Alessandri, acusándolo de haberse «vendido al oro peruano». 
Las ligas patrióticas chilenas comenzaron a desaparecer durante la década de 1920, fundiéndose en otras organizaciones de corte fascista.

## Relación entre ligas argentinas y chilenas
Antes de los hechos de la "Patagonia rebelde" en Río Gallegos, en junio de 1920 la chilena Liga Patriótica de Magallanes con sede en Punta Arenas, había protagonizado su propia sucesión de ataques y asaltos en contra de organizaciones obreras. Se incendiaron sedes, imprentas, panaderías obreras y hubo algunos muertos y heridos. A partir de entonces, y coincidiendo en su objetivo de hostilizar a los movimientos de trabajadores, las ligas de ambos lados de la frontera patagónica realizaron actos y ceremonias conjuntas, por lo que se sabe que existió cierto grado de coordinación entre ambas.
En la Patagonia, tanto chilena como argentina, fue muy alta la identificación de la clase dirigente con estas ligas. Por lo mismo, la relación entre las organizaciones de ambos países se daban a alto nivel. Mientras el presidente de la Liga Patriótica de Magallanes era el alcalde de Punta Arenas, Mariano Edwards, el organizador en Río Gallegos de la Liga Patriótica Argentina era Edelmiro Correa Falcón, secretario gerente de la Sociedad Rural y ocasional gobernador interino.